# Gmina Faaborg-Midtfyn
Gmina Faaborg-Midtfyn (duń. Faaborg-Midtfyn Kommune) – gmina w Danii w regionie Dania Południowa.
Gmina powstała w 2007 roku na mocy reformy administracyjnej z połączenia gmin Broby, Faaborg, Ringe, Ryslinge i Årslev.
Siedzibą gminy jest miasto Ringe.